# Prometheus (skulptur)

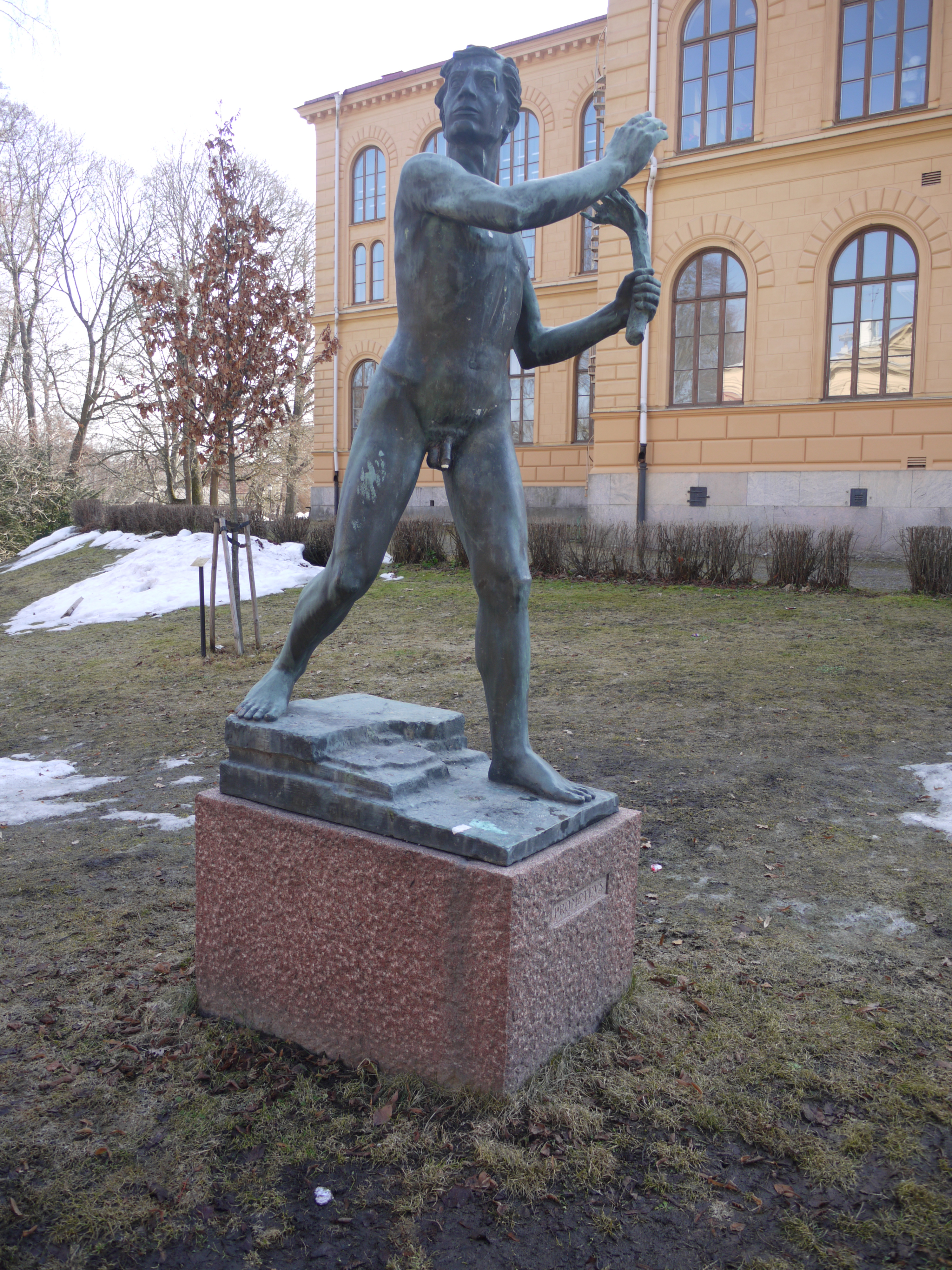
Prometheus

Prometheus är en skulptur av brons som står i Nyköping.
Den är utförd av Ivar Johnsson och invigdes 1954. Den är inköpt med insamlade medel från elever vid Nyköpings Högre Allmänna Läroverk.
Prometheus stal Pallas Athenas eld och gav den till människorna tillsammans med konstskickligheten. Konstnären eftersträvade både i klassiska och samtida motiv det tidlösa.